# Gradišče, Slovenj Gradec
Gradišče este o localitate din comuna Slovenj Gradec, Slovenia, cu o populație de 310 locuitori.